# Рогово (Оленинский район)
Рогово — деревня в Оленинском муниципальном округе Тверской области России. До 2019 года входила в состав ныне упразднённого Мостовского сельского поселения.

## География
Деревня находится в юго-западной части Тверской области, в зоне хвойно-широколиственных лесов, при железнодорожной линии Великие Луки — Ржев, на расстоянии примерно 20 километров (по прямой) к западу от Оленина, административного центра округа.

### Часовой пояс
Деревня Рогово, как и вся Тверская область, находится в часовой зоне МСК (московское время). Смещение применяемого времени относительно UTC составляет +3:00.

## Население
| 2010 |
| ---- |
| 18   |

### Национальный состав
Согласно результатам переписи 2002 года, в национальной структуре населения русские составляли 98 % из 44 чел.